# Anthemis cretica
La camomilla montana  (nome scientifico Anthemis cretica L., 1753) è una specie di pianta angiosperma dicotiledone della famiglia delle Asteraceae (sottofamiglia Asteroideae, tribù Anthemideae (Eurasian grade) e sottotribù Anthemidinae).

## Etimologia
L'etimologia del nome generico (Anthemis) deriva dalla parola greca Anthemon (= fiore, abbondante fioritura) poi trasformato in “anthemis” (= piccolo fiore) e fa riferimento all'infiorescenza di queste piante. L'epiteto specifico (montana) indica la probabile area di origine della specie.
Il nome scientifico della specie è stato definito dal botanico Carl Linnaeus (1707-1778) nella pubblicazione Species Plantarum (Sp. Pl. 2: 895) del 1753.

## Descrizione

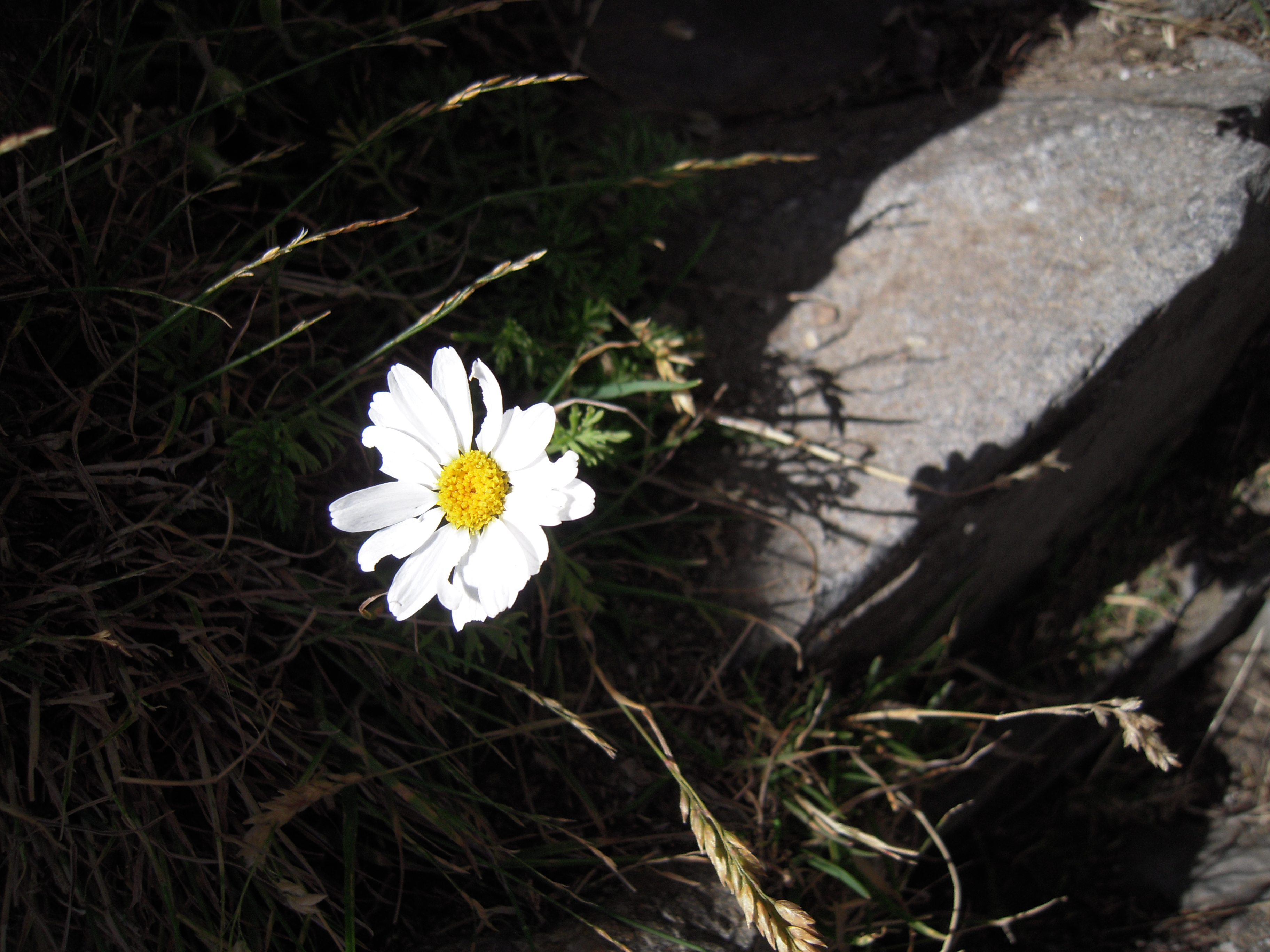
Il portamento

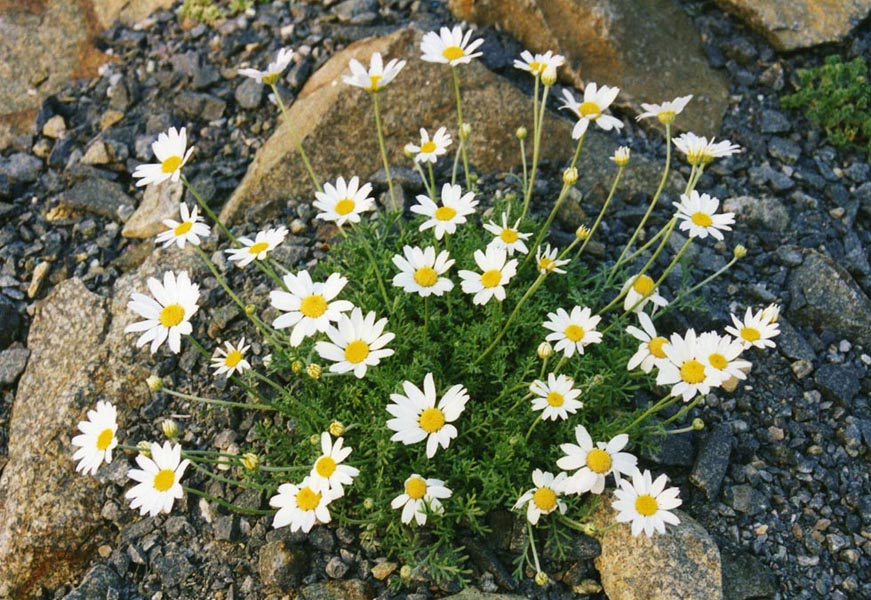
Infiorescenza

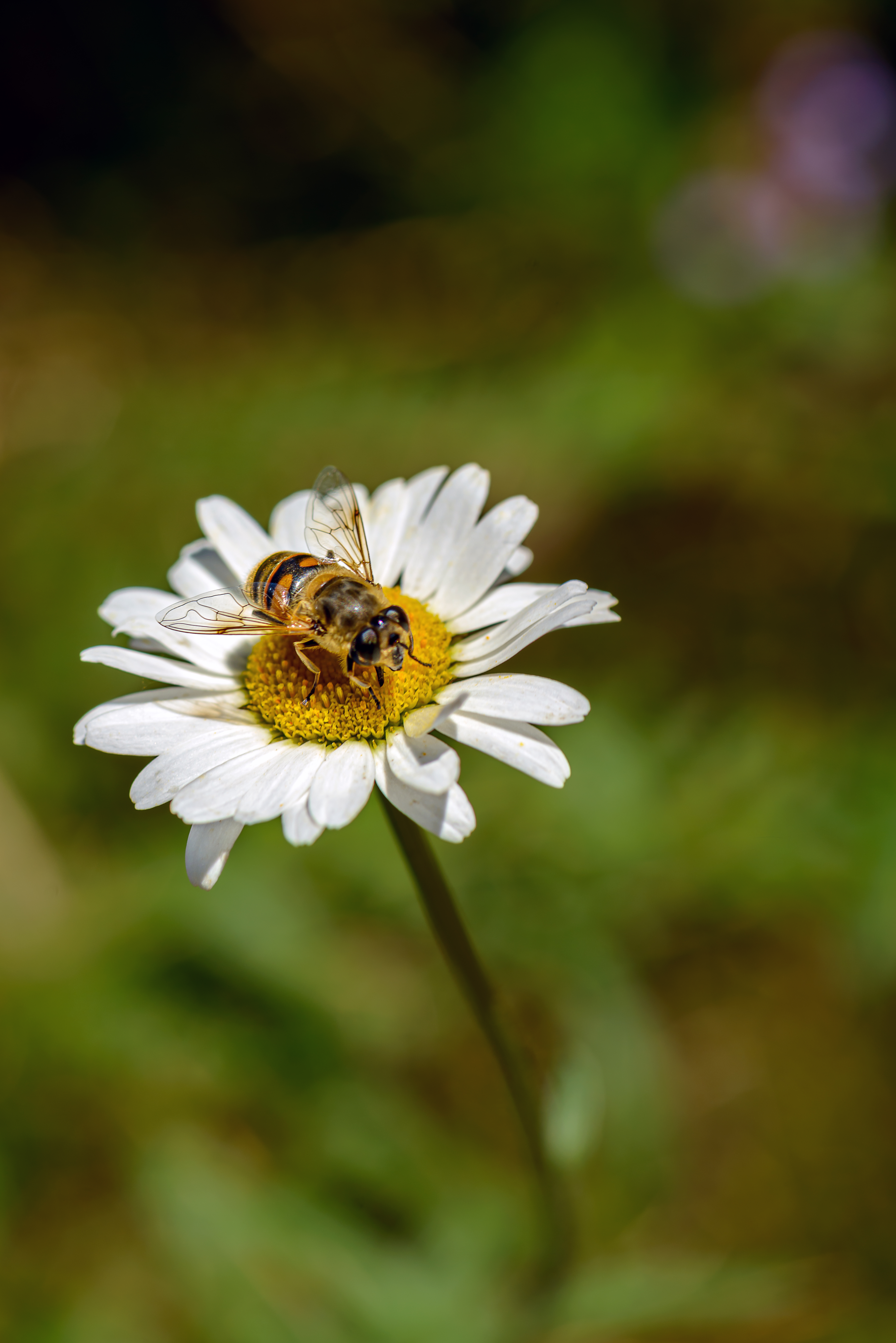
I fiori

Portamento. La forma biologica è emicriptofita scaposa (H scap), ossia in generale sono piante erbacee, a ciclo biologico perenne, con gemme svernanti al livello del suolo e protette dalla lettiera o dalla neve e sono dotate di un asse fiorale eretto e spesso privo di foglie. In alcune sottospecie la forma biologica è anche camefita suffruticosa (Ch suffr), sono piante perenni e legnose alla base, con gemme svernanti poste ad un'altezza dal suolo tra i 2 ed i 30 cm (le porzioni erbacee seccano annualmente e rimangono in vita soltanto le parti legnose). L'indumento può essere assente o formato da peli basifissi e/o basifissi.
Radici. Le radici sono secondarie da un rizoma legnoso bruno-rossastro; spesso sono fascicolate.
Fusto. I fusti sono eretti, ascendenti, legnosi alla base (un po' suffruticosi). I rami sono ascendenti indivisi e monocefali e fogliosi nella parte inferiore. I getti sterili formano pulvini. Altezza massima 10-35 cm.
Foglie. Le foglie lungo il caule sono disposte in modo alterno con superfici punteggiate-ghiandolose e più o meno bianco-tomentose. Si distinguono in:
- foglie basali: sono picciolate con lamina di tipo 1-2-pennatosetta e lacinie estreme mucronate con forme ovate. Lunghezza delle foglie: 1-8 cm. Dimensione delle lacinie: 0,4-1 x 2-3 mm.
- foglie cauline: sono subsessili e ridotte (ma sempre 1-2-pennate); il rachide a volte può essere allargato.

Infiorescenza. Le sinflorescenze comprendono capolini unici all'apice di ogni ramo fertile. Le infiorescenze vere e proprie sono composte da un capolino terminale peduncolato (non ingrossato) di tipo radiato (raramente discoide). I capolini sono formati da un involucro, con forme emisferiche più o meno umbonate, composto da 20 a 30 brattee, al cui interno un ricettacolo fa da base ai fiori di due tipi: fiori del raggio e fiori del disco. Le brattee, con forme oblanceolate, ottuse o arrotondate all'apice, spesso sfrangiate all'apice e con margini membranosi bruno-rossastri, sono disposte in modo più o meno embricato su più 3 - 5 serie. Il ricettacolo, subemisferico o conico, è provvisto di pagliette lineari mucronate, avvolgenti la base dei fiori. Diametro dei capolini: 2-3 cm.
Fiori.  I fiori sono tetra-ciclici (formati cioè da 4 verticilli: calice – corolla – androceo – gineceo) e pentameri (calice e corolla formati da 5 elementi). Si distinguono in:
- fiori del raggio (esterni): sono femminili disposti raggianti su una sola serie; la forma è ligulata (zigomorfa); a volte possono mancare (nelle sottospecie alpine);
- fiori del disco (centrali): sono più numerosi (fino a 300) con forme brevemente tubulose (attinomorfe); sono ermafroditi.

- Formula fiorale:

*/x K {\displaystyle \infty }, [C (5), A (5)], G 2 (infero), achenio
- Calice: i sepali del calice sono ridotti ad una coroncina di squame.

- Corolla:

- fiori del raggio: la forma della corolla alla base è più o meno tubulosa-imbutiforme (a volte pelosa), mentre all'apice è ligulata più o meno ovata (a fine antesi le ligule sono ripiegata verso il basso); la ligula può terminare con alcuni denti; il colore è bianco;
- fiori del disco: la forma è tubulare bruscamente divaricata in 5 lobi; i lobi, patenti o eretti, hanno una forma deltata o più o meno lanceolata; il colore può essere giallo o giallo-arancio;

- Androceo: l'androceo è formato da 5 stami (alternati ai lobi della corolla) sorretti da filamenti generalmente liberi; gli stami sono connati e formano un manicotto circondante lo stilo. Le antere possono essere sia di tipo basifisso che mediofisso. La base delle antere è ottusa. Il tessuto dell'endotecio non è polarizzato. Il polline è sferico con un diametro medio di circa 25 micron;  è tricolporato (con tre aperture sia di tipo a fessura che tipo isodiametrica o poro) ed è echinato (con punte sporgenti).

- Gineceo: l'ovario è infero uniloculare formato da 2 carpelli. Lo stilo (il recettore del polline) è profondamente bifido (con due stigmi divergenti) e con le linee stigmatiche marginali separate o contigue. I due bracci dello stilo hanno una forma troncata e possono essere papillosi o ricoperti da ciuffi di peli.

- Antesi: da giugno a agosto.

Frutti. I frutti sono degli acheni persistenti poco compressi più o meno cilindrici, lisci o leggermente granulati; la sezione è rotondeggiante (o appena quadratica) con circa 10 angoli appena evidenti; la superficie è liscia o tubercolata. I frutti contengono dei semi angolosi (uno per ogni frutto). Gli acheni sono senza pappo. Il pericarpo è piuttosto spesso con scarse cellule mucillaginifere. Dimensione degli acheni: 1 - 3 mm.

## Biologia
Impollinazione: tramite insetti (impollinazione entomogama tramite farfalle diurne e notturne).

Riproduzione: la fecondazione avviene fondamentalmente tramite l'impollinazione dei fiori.

Dispersione: i semi cadono a terra e vengono dispersi soprattutto da insetti come formiche (disseminazione mirmecoria). Un altro tipo di dispersione è zoocoria: gli uncini delle brattee dell'involucro (se presenti) si agganciano ai peli degli animali di passaggio che portano così i semi anche su lunghe distanze. Inoltre per merito del pappo (se presente) il vento può trasportare i semi anche per alcuni chilometri (disseminazione anemocora).

## Distribuzione e habitat

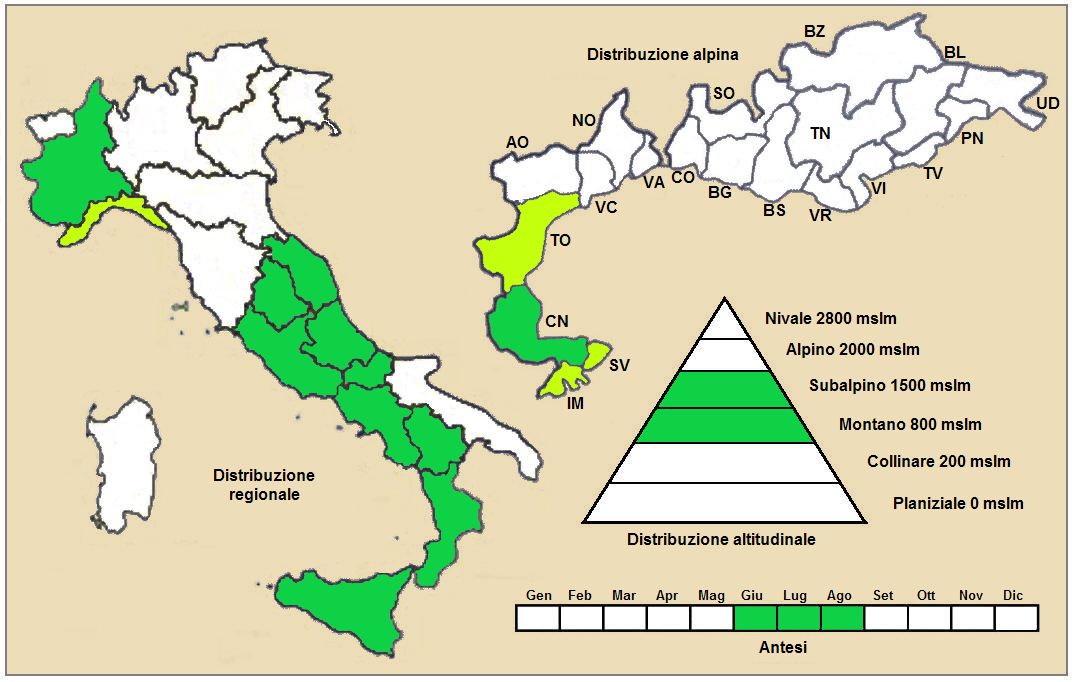
Distribuzione della pianta (Distribuzione regionale – Distribuzione alpina)

Geoelemento: il tipo corologico (area di origine) è Orofitico Euro-Asiatico o anche Orofitico Sud Ovest Europeo.
Distribuzione.
La specie ha un areale molto discontinuo che si estende dall'Europa meridionale al Medio Oriente al Nord Africa. È presente sui Pirenei, sulle Alpi sud-occidentali, sui Balcani, nel bacino del mar Egeo, in Anatolia e sui rilievi della Cabilia in Algeria. L'area di maggiore biodiversità è rappresentata dall'Anatolia, dove sono state descritte 12 sottospecie.

In Italia ha una distribuzione estremamente discontinua che si estende lungo le Alpi Marittime e l'Appennino centro-meridionale, dalla Toscana sino all'Aspromonte.
Habitat: l'habitat tipico per queste piante sono i prati aridi sassosi in stazioni aperte soleggiate, anche su creste ventose. Il substrato preferito è calcareo/siliceo ma anche siliceo con pH neutro, bassi valori nutrizionali del terreno che deve essere arido. 
Distribuzione altitudinale: sui rilievi alpini, in Italia, questa specie cresce usualmente al di sopra dei 1.000 metri di altitudine (da 1200 a 2600 metri), in ambienti xerofili, con clima continentale. Nelle Alpi frequentano quindi i seguenti piani vegetazionali: collinare e montano.

## Fitosociologia
Dal punto di vista fitosociologico alpino la specie di questa voce appartiene alla seguente comunità vegetale:
Formazione: delle comunità pioniere a terofite e succulente
Classe: Koelerio-Corynephoretea.

## Sistematica
La famiglia di appartenenza di questa voce (Asteraceae o Compositae, nomen conservandum) probabilmente originaria del Sud America, è la più numerosa del mondo vegetale, comprende oltre 23 000 specie distribuite su 1 535 generi, oppure 22 750 specie e 1 530 generi secondo altre fonti (una delle checklist più aggiornata elenca fino a 1 679 generi). La famiglia attualmente (2021) è divisa in 16 sottofamiglie; la sottofamiglia Asteroideae è una di queste e rappresenta l'evoluzione più recente di tutta la famiglia.

### Filogenesi
Il gruppo di questa voce è descritto nella tribù Anthemideae, una delle 21 tribù della sottofamiglia Asteroideae). In base alle ultime ricerche nella tribù sono stati individuati (provvisoriamente) 4 principali lignaggi (o cladi): "Southern hemisphere grade", "Asian-southern African grade", "Eurasian grade" e "Mediterranean clade". Il genere  Anthemis (insieme alla sottotribù Anthemidinae) è incluso nel clade Eurasian grade. Nella struttura interna della sottotribù si individuano due cladi. Il genere di questa voce fa parte del clade comprendente i generi Cota, Nananthea e Tripleurospermum.
Nella "Flora d'Italia" (edizione del 2018) le quasi due dozzine di specie di Anthemis presenti sul territorio italiano sono suddivise quattro gruppi. La specie di questa voce appartiene al primo gruppo individuato dai seguenti caratteri: le piante sono perenni; le pagliette del ricettacolo sono acute; i fiori ligulati sono presenti.
I caratteri distintivi della specie A. cretica sono:
- la superficie delle foglie è punteggiato-ghiandolosa e più o meno bianco-tomentosa;
- per ogni ramo i capolini sono unici;
- le brattee dell'involucro sono ottuse o arrotondate all'apice.

Il numero cromosomico delle specie di questa voce è: 2n = 18.

### Variabilità
A. cretica è una entità estremamente polimorfa di cui sono state descritte le seguenti sottospecie:
- A. cretica subsp. absinthiifolia (Boiss. & Spruner) Grierson
- A. cretica subsp. albida (Boiss.) Grierson
- A. cretica subsp. alpina (L.) R. Fern.
- A. cretica subsp. anatolica (Boiss.) Grierson
- A. cretica subsp. argaea (Boiss. & Balansa) Grierson
- A. cretica subsp. calabrica (Arcang.) R. Fern.
- A. cretica subsp. candicans (Boiss.) Grierson
- A. cretica subsp. carpatica (Waldst. & Kit. ex Willd.) Grierson
- A. cretica subsp. cassia (Boiss.) Grierson
- A. cretica subsp. cinerea (Pančić) Oberpr. & Greuter
- A. cretica subsp. columnae (Ten.) Franzén
- A. cretica subsp. cretica L.
- A. cretica subsp. gerardiana (Jord.) Greuter
- A. cretica subsp. iberica (M. Bieb.) Grierson
- A. cretica subsp. leucanthemoides (Boiss.) Grierson
- A. cretica subsp. messanensis (Brullo) Giardina & Raimondo
- A. cretica subsp. panachaica (Halácsy) Oberpr. & Greuter
- A. cretica subsp. petraea (Ten.) Greuter
- A. cretica subsp. pyrethriformis (Schur) Govaerts
- A. cretica subsp. saportana (Albov) Chandjian
- A. cretica subsp. saxatilis (DC.) R. Fern.
- A. cretica subsp. sibthorpii (Griseb.) Govaerts
- A. cretica subsp. spruneri (Boiss. & Heldr.) Govaerts
- A. cretica subsp. tenuiloba (DC.) Grierson
- A. cretica subsp. umbilicata (Boiss. & A. Huet) Grierson

Di seguito sono brevemente descritte le sottospecie presenti sul territorio italiano:
- A. cretica subsp. saxatilis (DC.) R. Fern., 1975:

portamento: la pianta è ridotta con rami ascendenti e ramificati;
foglie: il colore delle foglie è verde e sono sparsamente pelose; i segmenti inferiori sono patenti-riflessi;
infiorescenza: l'involucro è appena umbonato; i bordi delle brattee sono scuri; le pagliette del ricettacolo hanno forme oblanceolate e apici acuminati;
frutti: gli acheni sono lunghi 1,2-1,75 mm;
distribuzione: si trova nelle Alpi Marittime (rara), in Francia e Spagna.
- A. cretica subsp. calabrica (Arcang.) R. Fern., 1975:

portamento: la pianta è ridotta con rami ascendenti e semplici;
foglie: le foglie sono densamente tomentose; i segmenti delle foglie sono eretto-patenti; dimensioni delle foglie basali: 1,3 cm;
infiorescenza: l'involucro è appena umbonato; i bordi delle brattee sono scuri; le pagliette del ricettacolo hanno forme oblanceolate e apici acuminati; diametro dei capolini: 2 cm;
frutti: gli acheni sono lunghi 1,5-1,75 mm;
distribuzione: si trova raramente in Calabria.
- A. cretica subsp. columnae (Ten.) Franzén, 1986

portamento: la pianta è elevata con fusti eretto-ascendenti e semplici; i rami fertili/sterili sono alti tutti uguali;
foglie: le foglie sono densamente tomentose e biancastre (a fine stagione sono glabrescenti); lunghezza delle foglie inferiori: 4-8 cm.
infiorescenza: le pagliette del ricettacolo hanno forme oblanceolate e apici acuminati; l'involucro è appena umbonato; i bordi delle brattee sono scuri; diametro dei capolini: 2-4 cm;
frutti: gli acheni sono lunghi 1,75-2,5 mm;
distribuzione: si trova in Sicilia (qui è comune), negli Appennini centrali e meridionali, Francia e Algeria.
- A. cretica subsp. messanensis (Brullo) Giardina & Raimondo, 2007

portamento: i rami, con un tomento grigio-verdastro, sono molto ramificati con portamento prostrato o prostrato-ascendente e formano un pulvino fino a 70 cm di diametro; lunghezza degli scapi fioriferi: 4-20 cm;
foglie: le foglie sono grigio-verdastre densamente tomentose; lunghezza delle foglie: 0,5-4 cm;
infiorescenza: le pagliette del ricettacolo hanno forme oblanceolate e apici acuminati; l'involucro è appena umbonato; le brattee hanno bordi scuri, superficie lanoso-villosa e sono lunghe 3-4 mm; diametro dei capolini: 2 cm;
frutti: gli acheni sono lunghi 2-2,2 mm con superficie bruno-grigiastra, glabra, costata; sono leggermente ricurvi con una coroncina apicale irregolare;
distribuzione: si trova raramente in Sicilia.
- A. cretica subsp. alpina (L.) R. Fern., 1975

portamento: la pianta è ridotta con rami sterili bassi rispetto a quelli fertili;
foglie: sono molto densamente grigio-tomentose; quelle inferiori sono lunghe 1-4 cm e poco divise;
infiorescenza: le pagliette del ricettacolo hanno forme oblanceolate e apici acuminati; l'involucro è umbonato all'inserzione del peduncolo; le brattee hanno dei bordi ialini; i capolini sono piccoli e spesso sono privi di ligule;
frutti: gli acheni sono lunghi 2-2,2 mm;
distribuzione: si trova raramente nell'Appennino centrale.
- A. cretica subsp. petraea (Ten.) Greuter, 2005

portamento: la pianta è robusta e glabra;
foglie: quelle inferiori sono lunghe 3-5 cm;
infiorescenza: le pagliette esterne del ricettacolo sono tridentate; i capolini sono grandi;
frutti: gli acheni sono lunghi 2,5-3 mm ed hanno una breve corona obliqua;
distribuzione: si trova raramente negli Abruzzi.